# Gravitationel bindingsenergi
En gravitationel bindingsenergi  er den minimale energi som skal tilføres til et system for, at systemet ophører med at eksistere i et gravitationelt bundet tilstand. Et gravitationelt bundet system har en lavere (fx, mere negativ) gravitationspotential energi, end summen af dets dele - det er hvad som holder systemet bundet (aggregeret) i overensstemmelse med princippet om minimum total potential energi.
De størst kendte strukturer i det observerbare univers, der er bundet via gravitation, er superhobe.

## Eksempel med kugle
For en kugleformet masse med ensartet massefylde, er den gravitationelle bindingsenergi U i Joule givet ved formlen
{\displaystyle U={\frac {3GM^{2}}{5R}}}
hvor G den universelle gravitationskonstant, M er massen af kuglen i kg, og R er kuglens radius i meter.